# Isidro Morales Paúl
Isidro Morales Paúl OL (Caracas, 1 de marzo de 1932 - Ib., 18 de junio de 2005) fue un diplomático y académico venezolano. Canciller durante el primer año de gobierno de Jaime Lusinchi.

## Biografía
Hijo del canciller y diplomático Carlos Morales y de Rosa Elena Paúl. En 1955 obtuvo el título de doctor en Ciencias Políticas y en 1963 la licenciatura en economía, ambos de la Universidad Central de Venezuela (UCV). En 1956 se graduó de una maestría en la Universidad Metodista del Sur, Estados Unidos. En Bélgica hizo estudios sobre la Comunidad Económica Europea. En la UCV fungió como profesor titular en la Facultad de Ciencias Políticas. Allí dictó los cursos de Derecho Internacional Marítimo y Derecho Internacional Económico.
En la administración pública, fue secretario de gobierno del Distrito Federal (Caracas), así como ministro encargado de comunicaciones durante el periodo constitucional de Rómulo Betancourt. En el primer gobierno de Carlos Andrés Pérez fue embajador extraordinario y plenipotenciario en la negociación de las delimitaciones marinas y submarinas con Trinidad y Tobago, Países Bajos, República Dominicana y los Estados Unidos. De 1984 a 1985 fue ministro de Relaciones Exteriores.
En 1989 formó parte del grupo colombo-venezolano encargado de resolver tensiones diplomáticas, después de la crisis de la corbeta Caldas. Entre 1990 y 1991, fue embajador de Venezuela en Francia. Entre 1990 a 1995, presidió el Consejo Supremo Electoral.
Individuo de número y presidente de la Academia de Ciencias Políticas y Sociales; también formó parte del Colegio de Abogados de Caracas; asociado de número del Instituto Hispano-Luso-Americano de Derecho Internacional; del Instituto Latinoamericano del Caribe sobre Derecho del Mar; miembro fundador de la Academia Internacional de Derecho Pesquero de México y miembro correspondiente de la Asociación Argentina de Derecho Internacional. Recibió condecoraciones nacionales como la Orden del Libertador, la Francisco de Miranda, la Andrés Bello, entre otras. De las condecoraciones extranjeras destacan la Orden Nacional al Mérito de Francia y la Gran Cruz del Mérito Civil de España.